# 張輗
張（1390年—1462年），河南開封府祥符縣人，明朝軍事人物。張玉次子。

## 生平
因功定神策衛指揮使。正統五年（1440年），英國公張輔指責張輗毆打守墳者，斥及先臣，詞多悖慢。明代宗下令錦衣衛逮捕，後獲釋。之後連升三級至中軍都督府右都督。景泰三年（1452年），加升太子太保。明英宗復辟後，因其弟張軏迎立有功，張輗獲封文安伯，食祿一千二百石。天順六年（1462年），張輗去世，贈侯爵，諡忠僖。
張輗子張斌嗣爵，後因詛咒案連坐，被奪去爵位。